# Jean-Baptiste Camille Corot

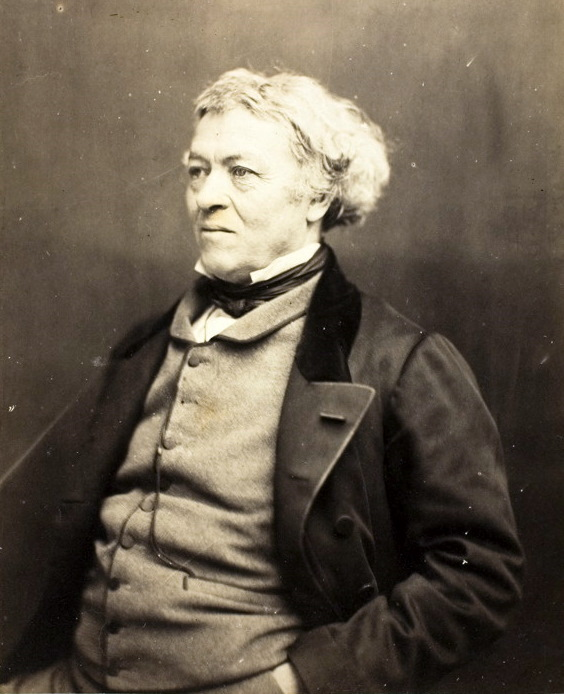
Camille Corot,
Fotografie von Nadar

Jean-Baptiste Camille Corot (* 16. Juli 1796 in Paris; † 22. Februar 1875 ebenda) war ein französischer Landschaftsmaler. Er ist einer der Hauptvertreter der Schule von Barbizon.

## Leben
Camille Corot stammte aus gutbürgerlichen Verhältnissen. Seine Mutter war eine erfolgreiche Modistin. In Paris geboren, lebte er zunächst bei einer Amme auf dem Land. Nach dem Besuch eines Pariser Pensionats besuchte er das Gymnasium in Rouen und absolvierte eine Lehre als Tuchhändler. In dieser Zeit wohnte er bei der Familie Sennegon in Bois-Guillaume, mit der sein Vater befreundet war. Der Sohn des Hauses heiratete später Corots Schwester Annette Octavie. Mit 26 Jahren gab er die ungeliebte Geschäftstätigkeit auf und schlug die Künstlerlaufbahn ein. Seine frühesten erhaltenen Werke sind kleinformatige Landschaftsbilder vom August 1822. Danach wurde er Schüler von Jean-Victor Bertin, einem Hauptvertreter der klassischen Landschaftsmalerei. 1825 reiste er nach Rom und malte während drei Jahren in der Campagna Romana. Zurück in Paris, bezog er ein Atelier in der Rue Voltaire. Er begab sich auch auf Fußreisen durch Frankreich, die Niederlande und die Schweiz. Ab 1827 nahm er regelmäßig am Pariser Salon teil.
Vor allem in seinem späteren Leben widmete Corot einen großen Teil seiner Aufmerksamkeit wohltätigen Zwecken. Seinen enormen kommerziellen Erfolg, den er unter anderem durch ein ausgeklügeltes Vermarktungskonzept seiner Werke vergrößerte, setzte er in ein breit gefächertes soziales Engagement um. Im künstlerischen Milieu vermittelte Corot jüngeren Kollegen Aufträge. Seine wohl bedeutendsten Schüler waren Berthe Morisot und Camille Pissarro. Mehrfach spendete er große Summen für die Armen von Paris. 1872 kaufte Corot ein Haus für den mittellosen und inzwischen erblindeten Honoré Daumier. 1875 spendete er der Witwe von Jean-François Millet 10.000 Francs, damit diese den Unterhalt ihrer Kinder bestreiten konnte. Außerdem unterstützte Corot einen Kinderhort in der Rue Vandrezanne in Paris.
1846 wurde er zum Ritter der Ehrenlegion ernannt, 1867 zum Offizier. Zuletzt lebte Corot unter Nummer 56 der Pariser Rue du Faubourg Poissonnière. Corot blieb unverheiratet und kinderlos. Germain Bazin schrieb 1942: „Er hatte es nicht nötig, in Fleisch und Blut weiterzuleben und dem dunklen Triebe zu folgen, der allen Menschen gemeinsam ist“. Seine sterblichen Überreste wurden auf dem Pariser Friedhof Père-Lachaise beigesetzt.

## Leistung

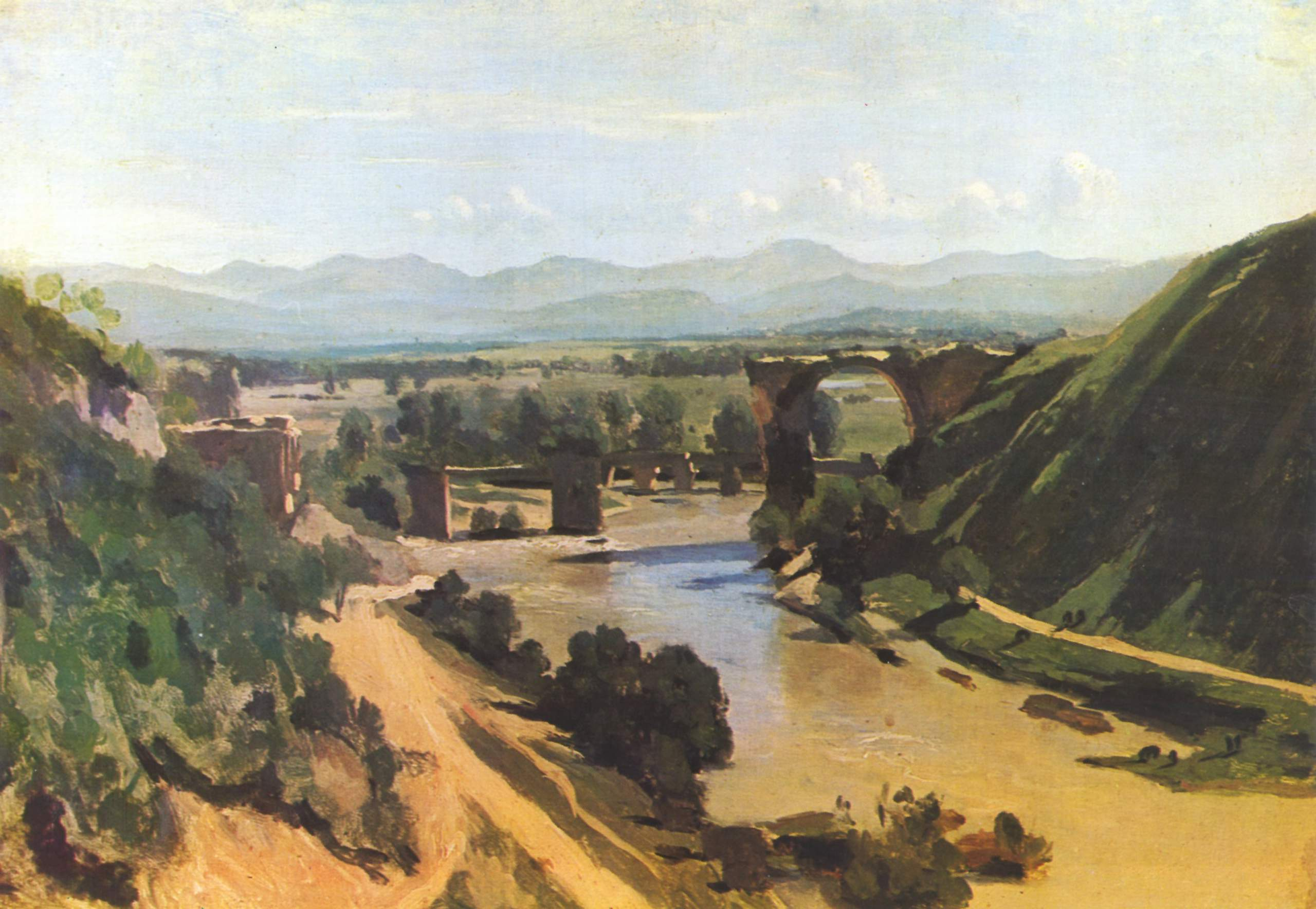
Brücke bei Narni

Corot fand in Italien zu seiner Landschaftsmalerei mit freier, aber straffer Komposition und gedämpfter Farbigkeit, die er nach 1850 zu einer reinen Stimmungsmalerei weiterentwickelte. Er war einer der Hauptvertreter der Schule von Barbizon, der u. a. auch Théodore Rousseau, Charles-François Daubigny und Jean-François Millet angehörten. In seinen späten Jahren war er als Père Corot die Vaterfigur der Pariser Kunstszene und galt als der führende Landschaftsmaler Frankreichs. Zu seinen Zeitgenossen zählen William Turner und John Constable.

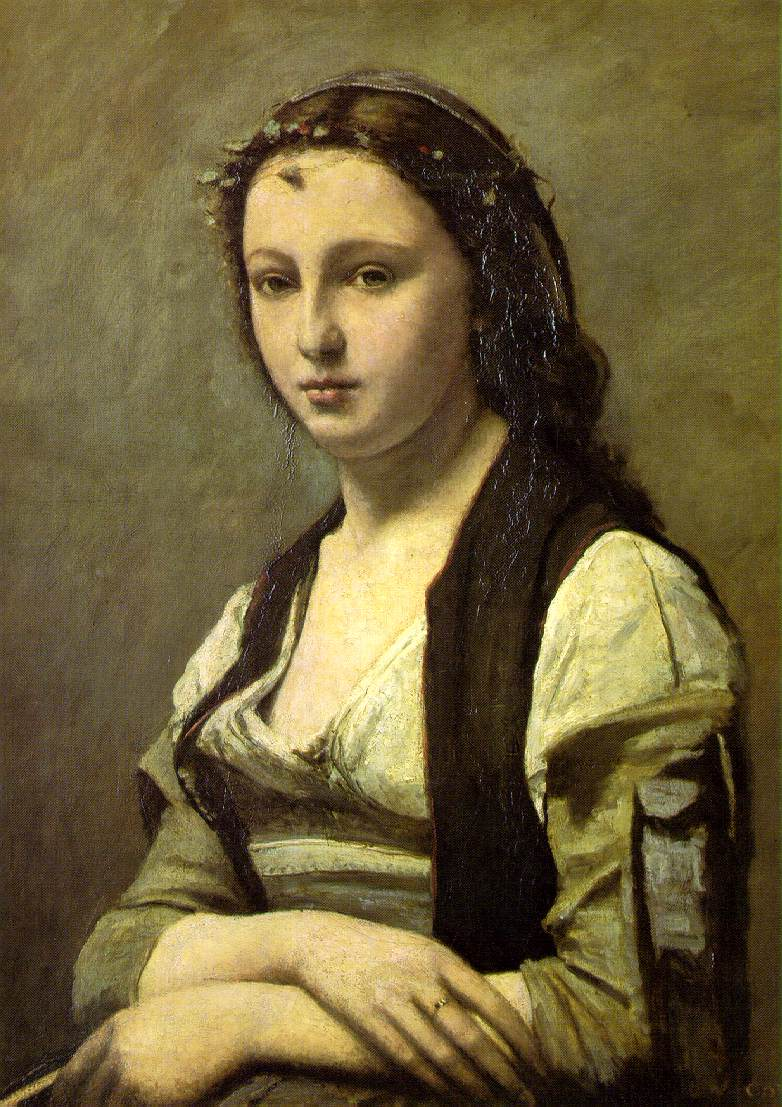
Camille Corots Frau mit einer Perle nahm vorübergehend den Platz der Mona Lisa ein

Neben der Landschaftsmalerei schuf Corot auch Frauenbildnisse. Er entdeckte und förderte das Malermodell Emma Dobigny.
Corot hatte die Entwicklung des Impressionismus entscheidend beeinflusst. Etliche bekannte Maler beriefen sich auf Corot oder bezeichneten sich als seine Schüler, etwa Eugène Boudin, Stanislas Lépine, Antoine Chintreuil, François-Louis Français, Berthe Morisot und Barthélemy Menn.

## Fälschungen
Camille Corot gehört zu den weltweit am meisten gefälschten Künstlern. Dies liegt zum einen an seiner Großzügigkeit: Er verschenkte und vererbte viele seiner Bilder, ohne Aufzeichnungen darüber anzufertigen. Einige Bilder überließ er auch befreundeten Künstlern, denen er erlaubte, Kopien davon anzufertigen. In seinen späten Jahren, als er zu Ruhm gekommen war, versammelten sich arme Künstlerfreunde um ihn, denen er zu Hilfe kam, indem er in seinem Atelier Variationen ein und desselben Motivs anfertigen ließ. Auch mit seinen Signaturen nahm er es nicht immer genau. Er ließ eigene Werke unsigniert, überarbeitete Werke von Kollegen und zeichnete sie auf deren Bitten hin mit seiner Signatur. Andererseits zeichneten Kunsthändler Werke von ihm mit ihrer Signatur.  Nach dem FAZ-Kunstkritiker Niklas Maak habe Fernand Léger im Alter gestanden, um Geld zu verdienen, „fünfundzwanzig falsche Corots“ gemalt zu haben. Corot soll einmal gespottet haben: „Von 1500 Bildern, die ich gemalt habe, befinden sich 3000 in Amerika.“
Corots enorme Produktivität und die Vielfalt seines Stils trugen dazu bei, dass Fälschungen mitunter schwer zu erkennen sind. Seine Popularität unter US-amerikanischen Kunstsammlern trug dazu bei, dass sie sich rasch und weit verbreiteten.

## Werke

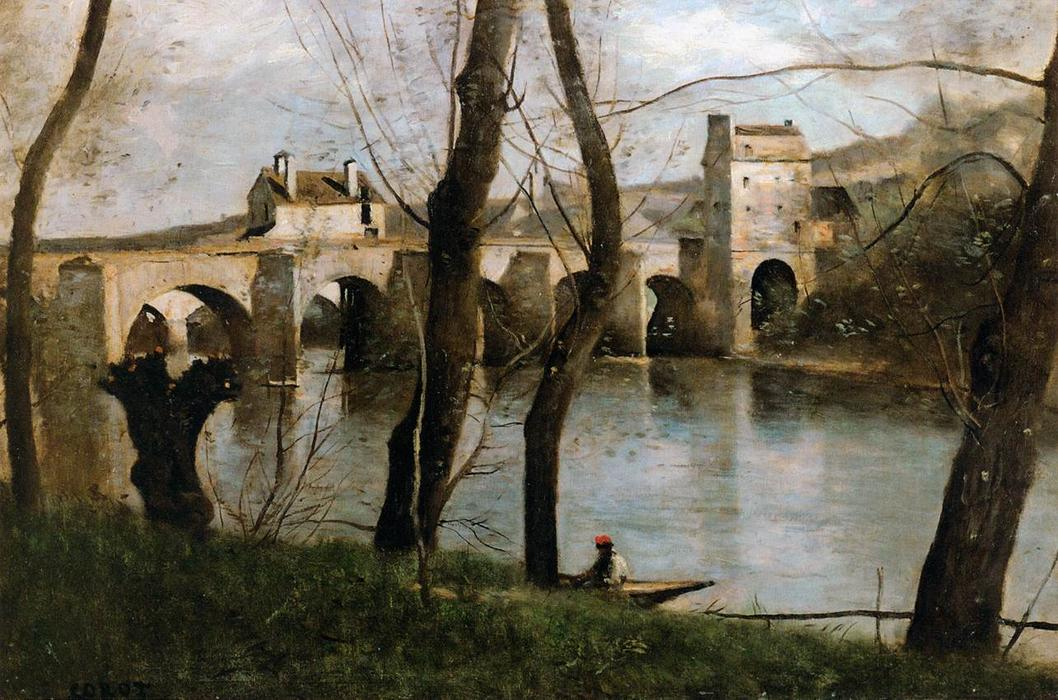
Die Brücke von Mantes

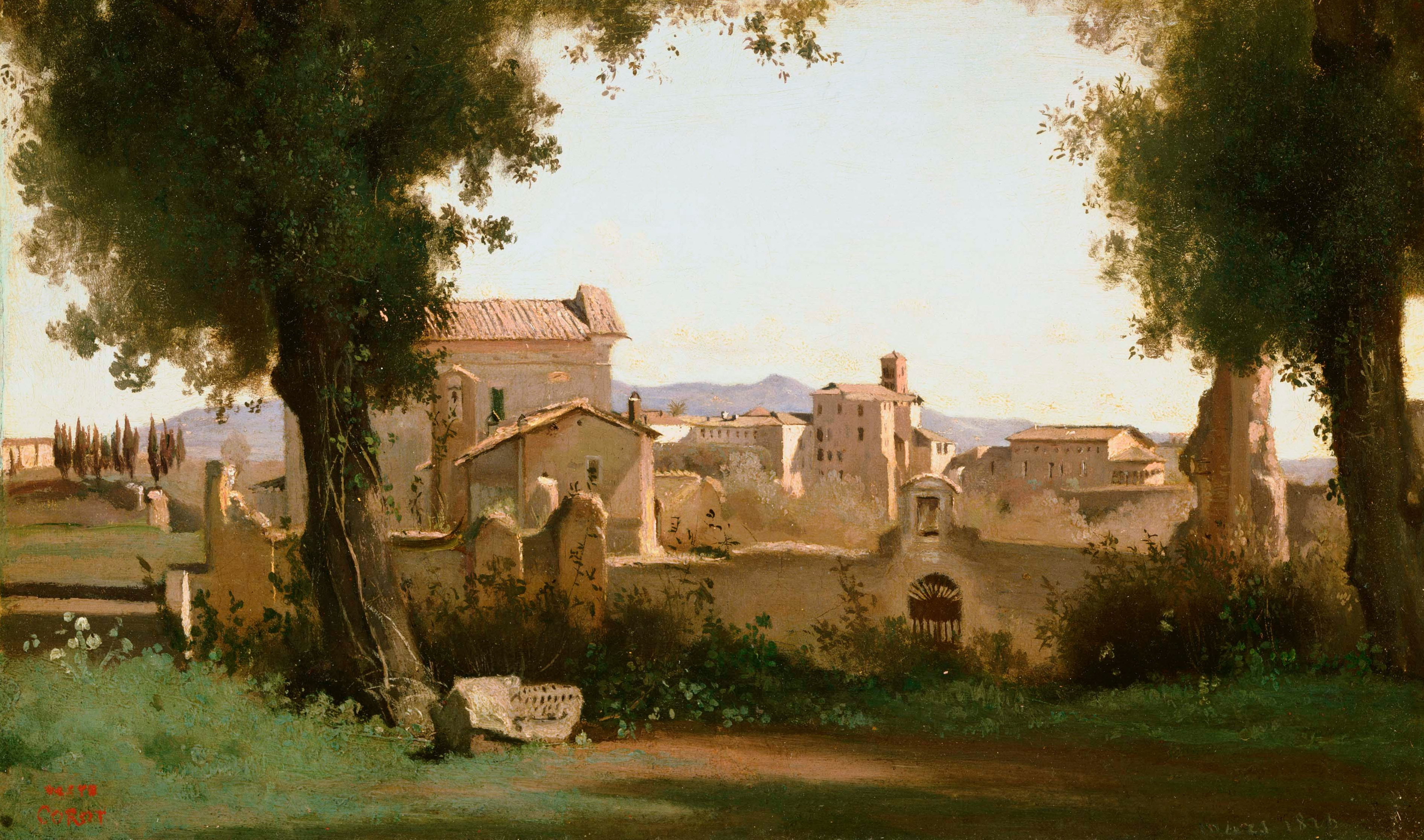
Rom, Blick von den Farnese-Gärten

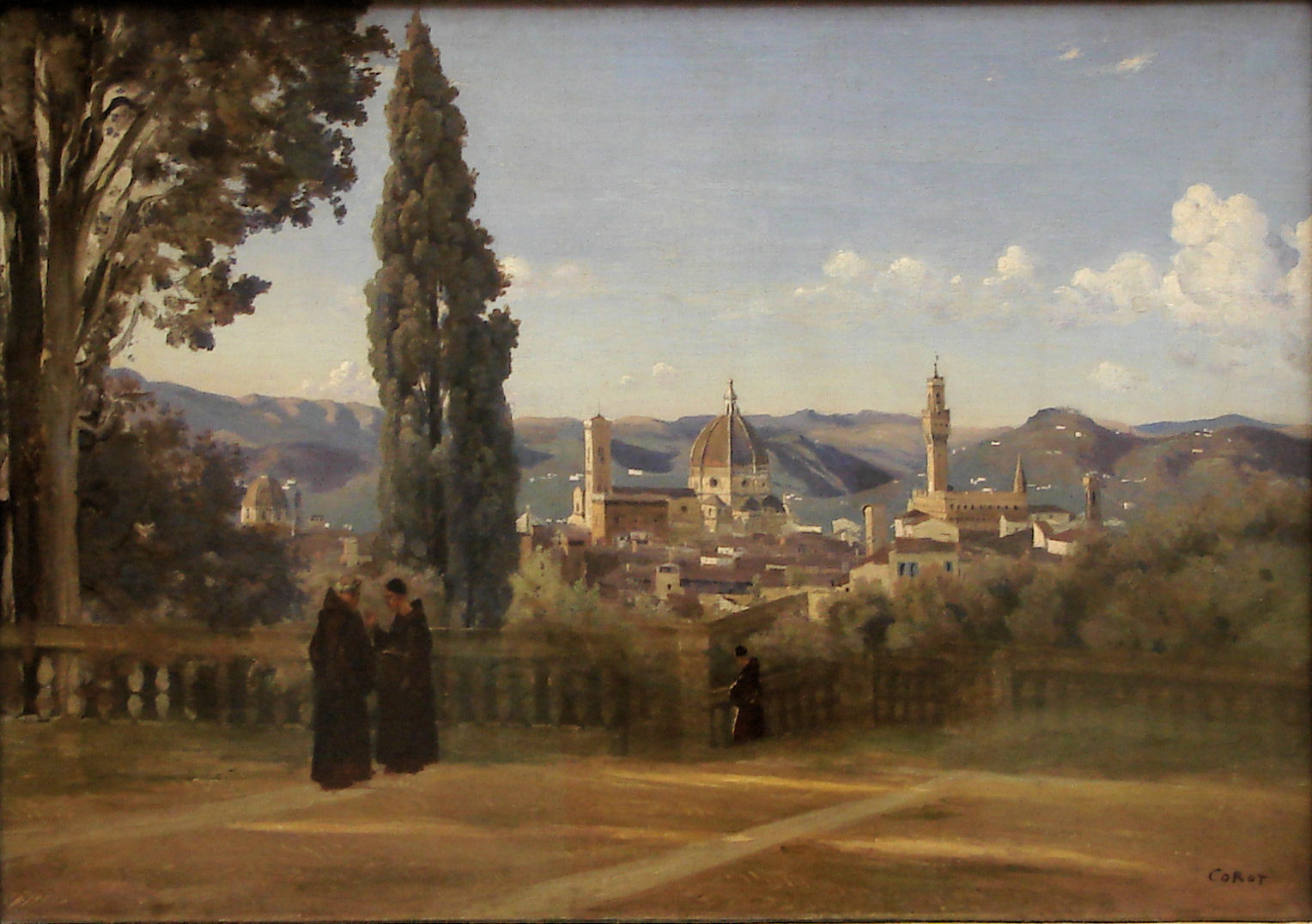
Florenz

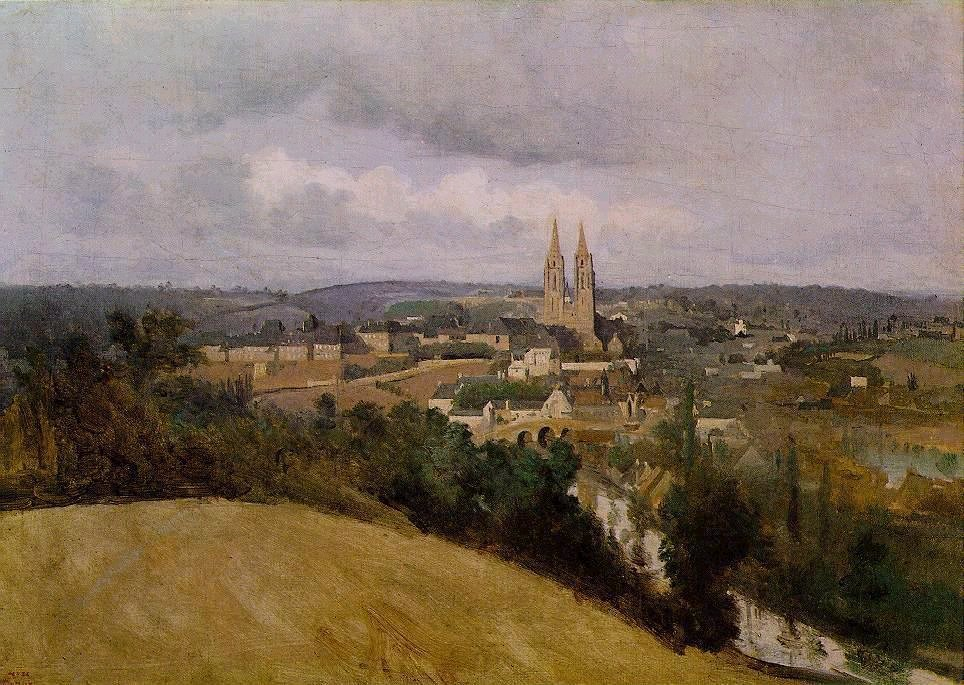
La Vire à Saint-Lô

- Brücke von Narni – Augustusbrücke über die Nera (Paris, Musée du Louvre), 1826, Öl auf Leinwand, 34 × 48 cm
- Colosseum und Farnese-Gärten in Rom (Paris, Musée du Louvre), 1826, Öl auf Leinwand, 30,5 × 48 cm
- Die Albanerin (L’Albanaise), ausgestellt in New York im Brooklyn Museum
- Forum und die Farnese-Gärten in Rom (Paris, Musée d’Orsay), 1826, Öl auf Leinwand, 28,8 × 50,4 cm
- Castelgandolfo (Budapest, Ungarische Nationalgalerie), um 1826, Öl auf Leinwand, 36,3 × 28,3 cm
- Frau mit Mandoline (Paris, Privatsammlung), 1826–28, Öl auf Leinwand, 34 × 26 cm
- Italienerin mit Krug (Paris, Privatsammlung), 1826–28, Öl auf Leinwand, 23 × 30 cm
- Die Kathedrale von Chartres, 1830 (Musee du Louvre, Paris, Sammlung Moreau-Nelaton)
- Honfleur – Kalvarienberg auf der Côte de Grâce (Paris, Sammlung Renand), um 1830, Öl auf Leinwand, 30 × 42 cm
- Wald von Fontainebleau (Paris, Sammlung Renand), 1830–35, Öl auf Leinwand, 48 × 59 cm
- Hütten mit Mühle am Bachufer (Paris, Musée Cocnacq-Jay), 1831, Öl auf Leinwand, 53 × 54 cm
- Porträt der Octavie Sennegon (Paris, Sammlung Renand), 1833, Öl auf Leinwand, 35 × 29,5 cm
- Stadt und See von Como (Paris, Sammlung Peytel), 1834, Öl auf Leinwand, 29,5 × 42 cm
- Ansicht von Genua (Chicago, Art Institute), 1834, Öl auf Leinwand
- Morgen in Venedig (Moskau, Puschkin-Museum), 1834, Öl auf Leinwand, 27 × 40 cm
- Blick vom Giardino di Boboli auf Florenz (Paris, Musée du Louvre), nach 1834, Öl auf Leinwand, 51 × 73,5 cm
- Sitzende Frau mit entblößter Brust (Paris, Sammlung Renand), um 1835, Öl auf Holz, 24 × 18,5 cm
- Hagar in der Wüste (Paris, Sammlung Renand), 1835, Öl auf Leinwand, 41 × 32 cm
- Ansicht von Villeneuve-Lés-Avignon (Reims, Musée des Beaux Arts), 1836, Öl auf Leinwand, 38,3 × 56 cm
- Avignon aus Westen (London, National Gallery), 1836, Öl auf Leinwand, 34 × 73,2 cm
- Porträt Madame Charmois (Paris, Musée du Louvre), 1837, Öl auf Leinwand, 43 × 35 cm
- Château de Rosny (Paris, Musée du Louvre), 1840, Öl auf Leinwand, 24 × 35 cm
- Madame Legois (Wien, Österreichische Galerie, Inv. Nr. 2413), um 1840–45, Öl auf Leinwand, 55 × 40 cm
- Bretoninnen am Brunnen (Paris, Musée du Louvre), 1842, Öl auf Leinwand, 33 × 25 cm
- St-André-en-Morvan (Paris, Musée du Louvre), 1842, Öl auf Leinwand, 31 × 59 cm
- Der Nemisee (Wien, Österreichische Galerie, Inv. Nr. 3149), 1843, Öl auf Leinwand
- Marietta – Die römische Odaliske (Paris, Musée du Petit Palais), 1843, Öl auf Papier, 29,3 × 44,2 cm
- Porträt Louis Robert als Kind (Paris, Musée du Louvre), 1843–44, Öl auf Leinwand, 27 × 22 cm
- Lesendes Mädchen in rotem Trikot (Zürich, Sammlung Bührle), 1845–50, Öl auf Leinwand
- Une Matinée (Paris, Musée du Louvre), 1850
- Tanz der Nymphen (Paris, Musée du Louvre), um 1850, Öl auf Leinwand
- La Rochelle, Hafeneinfahrt (Paris, Sammlung Renand), 1851, Öl auf Holz, 27 × 40 cm
- Heuwagen (Moskau, Puschkin-Museum), 2. Drittel 19. Jahrhundert, Öl auf Leinwand, 32 × 45 cm
- Stürmisches Wetter – Ufer des Pas-de-Calais (Moskau, Puschkin-Museum), 2. Drittel 19. Jahrhundert, Öl auf Leinwand, 39 × 55 cm
- Waldeingang bei Ville d’Avray (Edinburgh, Scottish National Gallery), 2. Drittel 19. Jahrhundert, Öl auf Leinwand, 46 × 35 cm
- Porträt der Oberin des Annunziaten-Klosters in Boulogne-sur-mer (Paris, Musée du Louvre), 1852, Öl auf Holz, 36 × 23 cm
- Ruelle d’un village (Dardagny) (New York, Metropolitan Museum of Art), 1853
- Weg nach Sévres (Paris, Musée du Louvre), 1855–65, Öl auf Leinwand, 34 × 49 cm
- Macbeth (London, Wallace Collection), 1859
- Mädchen im Grünen (Genf, Musée d’art et d’histoire), 1859, Öl auf Leinwand, 49 × 75 cm
- Kathedrale von Nantes (Reims, Musée des Beaux Arts), um 1860, Öl auf Leinwand, 42,7 × 55,8 cm
- Kathedrale von Nantes (Reims, Musée des Beaux Arts), nach 1860, Öl auf Holz, 52,1 × 32,6 cm
- Erinnerung an Pierrefonds (Moskau, Puschkin-Museum), 1860–61, Öl auf Leinwand, 46 × 38 cm
- Le Lac (Glasgow, Corporation Art Gallery), 1861
- Orpheus geleitet Eurydike aus der Unterwelt (Houston, Museum of Fine Arts), 1861, Öl auf Leinwand, 112,3 × 137,1 cm
- Erinnerung an Mortefontaine (Paris, Musée du Louvre), 1864, Öl auf Leinwand, 65 × 89 cm
- L’Arbre brisé (Glasgow, Corporation Art Gallery), 1865
- Atelier des Künstlers (Paris, Musée du Louvre), 1865–66, Öl auf Leinwand, 56 × 46 cm
- Der Brief (New York, Metropolitan Museum of Art), um 1865, Öl auf Holz, 54,6 × 36,2 cm
- La Zingara (Paris, Musée du Louvre), 1865–70, Öl auf Leinwand, 54 × 38 cm
- Rast unter Weiden am Wasser (Paris, Musée du Louvre), 1865–70, Öl auf Leinwand, 45 × 60,5 cm
- Jeune femme aux puits, bisher Otterlo, Kröller-Müller-Museum, 1865–1870
- Agostina, die Italienerin (Washington, National Gallery of Art), 1866, Öl auf Leinwand, 138,6 × 95 cm
- Erinnerung an Marissel (Paris, Musée du Louvre), 1866, Öl auf Leinwand, 55 × 42 cm
- Frau mit Margeriten (Budapest, Ungarische Nationalgalerie), 1868–70, Öl auf Leinwand, 78 × 58 cm
- Sibylle (New York, Metropolitan Museum of Art), etwa 1870, Öl auf Leinwand, 81,9 × 64,8 cm
- Die Frau mit der Perle (Paris, Louvre), 1868–70
- Lesende Frau (New York, Metropolitan Museum of Art), 1869–70, Öl auf Leinwand, 54,3 × 37,5 cm
- Landschaft bei Castelgandolfo (Paris, Musée du Louvre), um 1870, Öl auf Leinwand
- Glockenturm von Douai (Paris, Musée du Louvre), 1871, Öl auf Leinwand, 46,5 × 38,5 cm
- Erinnerung an Coubron (Budapest, Ungarische Nationalgalerie), 1872, Öl auf Leinwand, 46 × 55,3 cm
- Pastorale – Souvenir d’Italie (Glasgow, Corporation Art Gallery), 1873
- Straße in Sin-Le-Noble (Paris, Musée du Louvre), 1873, Öl auf Leinwand, 60 × 81 cm
- Teich von Ville-d’Avray (Rouen, Musée des Beaux Arts), 1873, Öl auf Leinwand, 43 × 80 cm
- Frau in Blau (Paris, Musée du Louvre), 1874, Öl auf Leinwand, 80 × 51 cm
- Inneres der Kathedrale von Sens (Paris, Musée du Louvre), um 1874, Öl auf Leinwand, 61 × 40 cm
- Homer und die Hirten (Museum in Saint-Lo), 1845

## Ausstellungen
- 2004 Sehnsucht Italien. Corot und die frühe Freilichtmalerei 1780-1850. Hrsg. Felix Baumann (Hrsg.) Baden, Museum Langmatt. Ausstellungskatalog Braus, Heidelberg 2004. ISBN 3-89904-104-6
- 2012 Camille Corot. Natur und Traum.  Karlsruhe, Staatliche Kunsthalle. Ausstellungskatalog, Kehrer, Heidelberg 2012. ISBN 978-3-86828-332-7
- 2017 Camille Corot. Ein Poet der Landschaft. Aachen, Suermondt-Ludwig-Museum.

## Ehrungen
Der Asteroid (6672) Corot trägt seinen Namen.